# Cikahuripan (Lembang)
Cikahuripan is een bestuurslaag in het regentschap Bandung Barat van de provincie West-Java, Indonesië. Cikahuripan telt 10.576 inwoners (volkstelling 2010).